# Microberlinia brazzavillensis
Espèce
Synonymes
- Berlinia brazzavillensis (A.Chev.) Troupin[2]

Statut de conservation UICN

 VU A1c : Vulnérable
Microberlinia brazzavillensis est une espèce de plantes à fleurs du genre Microberlinia et de la famille des Fabaceae. Il est utilisé en ébénisterie sous le nom de bois de zebrano.